# Chromosom 22

Chromosom 22 – jeden z 23 parzystych chromosomów człowieka. DNA chromosomu 22 liczy około 49 milionów par nukleotydów, co stanowi około 1-1,5% materiału genetycznego ludzkiej komórki. Liczbę genów mających swoje locus na chromosomie 22 szacuje się na 500-800.
Jest on przedostatnim, jeśli chodzi o wielkość, chromosomem człowieka. Był pierwszym chromosomem, którego sekwencję poznano w ramach Projektu poznania ludzkiego genomu. Wyniki opublikowano 2 grudnia 1999 w czasopiśmie Nature.

## Geny
Niektóre geny mające swoje locus na chromosomie 22:
- TBX1
- COMT
- NEFH
- CHEK2
- NF2
- SOX10
- EP300
- WNT7B
- SHANK3.

## Choroby
Następujące choroby związane są z mutacjami w obrębie chromosomu 22:
- stwardnienie zanikowe boczne
- rak sutka
- zespół delecji 22q11.2
- zespół delecji 22q13.3
- zespół Li-Fraumeni
- nerwiakowłókniakowatość typu 2
- anomalia Maya-Hegglina
- zespół predyspozycji do guzów rabdoidnych
- zespół Bernarda-Souliera
- zespół Rubinsteina-Taybiego
- zespół Waardenburga.